# Eerste Internationale schaakwedstrijd
De Eerste Internationale Schaakwedstrijd was een schaaktoernooi in Amsterdam dat werd gehouden van 7 tot en met 16 augustus 1899. Het toernooi was uitgeschreven door de Nederlandse Schaakbond. De partijen werden gespeeld in café Concordia aan de Nieuwezijds Voorburgwal. De Brit Henry Ernest Atkins schreef het toernooi op zijn naam door alle partijen te winnen. De Nederlander Adolf Olland eindigde als tweede.

## Algemeen
De Nederlandse Schaakbond organiseerde sinds haar oprichting in 1873 jaarlijks een schaaktoernooi tussen de beste spelers uit Nederland. Deze toernooien werden ook wel de 'nationale schaakwedstrijden' genoemd en waren voor die tijd de meeste prestigieuze toernooien in Nederland. Tegenwoordig worden deze toernooien door ook wel aangeduid als de officieuze Nederlandse kampioenschappen.
In 1899 besloot de Schaakbond een toernooi te organiseren waar ook buitenlanders aan mee konden doen. Aan het toernooi namen negen Nederlanders deel, vijf Duitsers, één Brit en één Tsjech.
Henry Ernest Atkins behaalde een perfecte score door alle vijftien partijen te winnen. Deze perfecte score is in de schaakgeschiedenis door velen echter vergeten. De reden daarvoor is dat er weinig internationale toppers meededen aan het toernooi.
De naam Eerste Internationale schaakwedstrijd heeft het toernooi te danken aan Hendrik Diderik Bernhard Meijer, die over het toernooi een boekje schreef. Die aanduiding is echter niet helemaal correct, omdat het Vereenigd Amsterdamsch Schaakgenootschap in 1889 reeds het eerste internationale schaaktoernooi in Nederland organiseerde. Dat toernooi had relatief gezien een sterkere bezetting, met onder andere de latere wereldkampioen Emanuel Lasker als deelnemer.
De schaakwedstrijd uit 1899 was echter wel het eerste internationale schaaktoernooi dat onder de auspiciën van de Schaakbond werd georganiseerd. Het was tevens het toernooi waar de schaakklok uitgerust met het Meiersysteem, een uitvinding van de eerder genoemde H.D.B. Meijer, zijn wereldpremière maakte.

## Eindstand en kruistabel[1]
| #  | Naam                    | Score | 1 | 2 | 3 | 4 | 5 | 6 | 7 | 8 | 9 | 10 | 11 | 12 | 13 | 14 | 15 | 16 |
| -- | ----------------------- | ----- | - | - | - | - | - | - | - | - | - | -- | -- | -- | -- | -- | -- | -- |
| 1  | Henry Ernest Atkins     | 15    | * | 1 | 1 | 1 | 1 | 1 | 1 | 1 | 1 | 1  | 1  | 1  | 1  | 1  | 1  | 1  |
| 2  | Adolf Georg Olland      | 11    | 0 | * | 0 | 1 | ½ | ½ | 1 | 1 | 0 | 1  | 1  | 1  | 1  | 1  | 1  | 1  |
| 3  | Jan Diderik Tresling    | 10    | 0 | 1 | * | 0 | ½ | 1 | ½ | ½ | 1 | ½  | 1  | 0  | 1  | 1  | 1  | 1  |
| 4  | Dirk Bleijkmans         | 10    | 0 | 0 | 1 | * | 1 | 0 | ½ | 1 | 1 | 1  | ½  | 1  | 1  | 0  | 1  | 1  |
| 5  | Nathan Mannheimer       | 10    | 0 | ½ | ½ | 0 | * | 1 | 1 | 1 | 0 | 0  | 1  | 1  | 1  | 1  | 1  | 1  |
| 6  | Rudolf Swiderski        | 10    | 0 | ½ | 0 | 1 | 0 | * | 0 | ½ | 1 | 1  | 1  | 1  | 1  | 1  | 1  | 1  |
| 7  | Julius Dimer            | 8½    | 0 | 0 | ½ | ½ | 0 | 1 | * | 0 | ½ | 1  | ½  | 1  | 1  | ½  | 1  | 1  |
| 8  | Arnold Van Foreest      | 8½    | 0 | 0 | ½ | 0 | 0 | ½ | 1 | * | 1 | ½  | 1  | 1  | 0  | 1  | 1  | 1  |
| 9  | Josef Partaj            | 6½    | 0 | 1 | 0 | 0 | 1 | 0 | ½ | 0 | * | ½  | 0  | ½  | 1  | 1  | 0  | 1  |
| 10 | Ferdinand Walter Pelzer | 6½    | 0 | 0 | ½ | 0 | 1 | 0 | 0 | ½ | ½ | *  | ½  | 1  | 1  | 0  | ½  | 1  |
| 11 | Julien Moquette         | 5½    | 0 | 0 | 0 | ½ | 0 | 0 | ½ | 0 | 1 | ½  | *  | 0  | 0  | 1  | 1  | 1  |
| 12 | Wilhelm Schwan          | 5     | 0 | 0 | 1 | 0 | 0 | 0 | 0 | 0 | ½ | 0  | 1  | *  | 0  | ½  | 1  | 1  |
| 13 | Willem Meiners          | 5     | 0 | 0 | 0 | 0 | 0 | 0 | 0 | 1 | 0 | 0  | 1  | 1  | *  | ½  | ½  | 1  |
| 14 | Jan Willem te Kolsté    | 4     | 0 | 0 | 0 | 1 | 0 | 0 | ½ | 0 | 0 | 1  | 0  | ½  | ½  | *  | 0  | ½  |
| 15 | Jan Frederik Heemskerk  | 3     | 0 | 0 | 0 | 0 | 0 | 0 | 0 | 0 | 1 | ½  | 0  | 0  | ½  | 1  | *  | 0  |
| 16 | Cornelius Trimborn      | 1½    | 0 | 0 | 0 | 0 | 0 | 0 | 0 | 0 | 0 | 0  | 0  | 0  | 0  | ½  | 1  | *  |